# Olavius macer
Olavius macer är en ringmaskart som beskrevs av Erséus 1984. Olavius macer ingår i släktet Olavius och familjen glattmaskar. Inga underarter finns listade i Catalogue of Life.